# Upytė (okres Panevėžys)

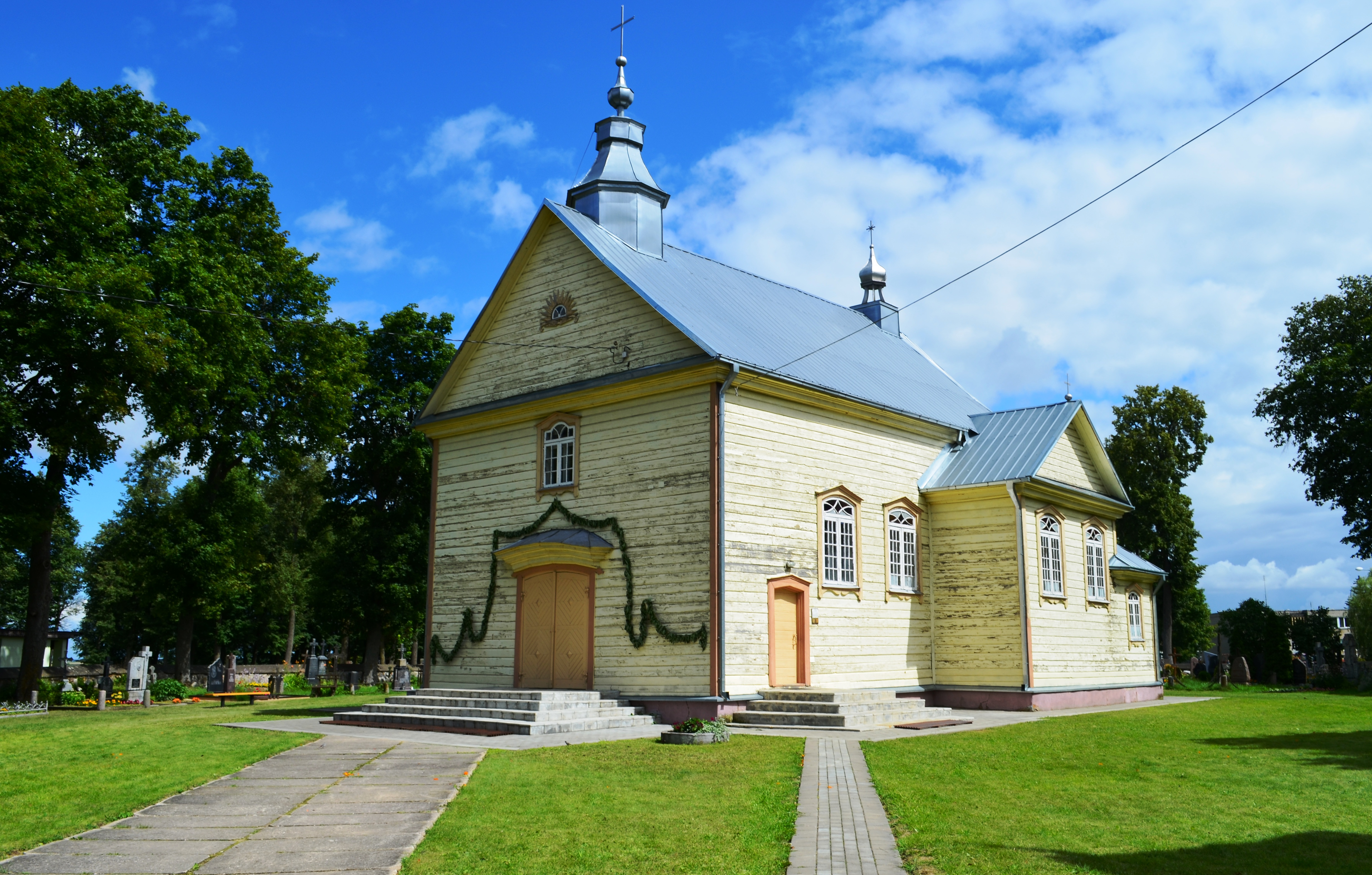
Kostel Svatého Karla Boromėje

Upytė je malá vesnice na severu Litvy v Panevėžyském kraji. Nachází se 12 km jihozápadně od krajského města Panevėžys, při silnici č. 195 (Panevėžys, Krekenava - Kėdainiai). Ves Upytė leží na levém (východním) břehu potoka Vešeta. Na severozápadním okraji vsi se do něj vlévá (zleva) bezejmenný potok, na kterém je (na severním okraji vsi) rybník (plocha 1,5 ha, délka 330 m, délka břežní linie asi 800 m.). Na západ od rybníka je místní hřbitov a při jeho západní okraji je dřevěný katolický kostel Svatého Karla Boromėje (lit.: Šventojo Karolio Boromėjaus bažnyčia). Jde o lidovou stavbu s rysy neobaroka. Na jejím místě byl před rokem 1595 evangelický (reformovaných evangelíků) kostel, který však zchátral po roce 1665, po smrti posledního člena rodu, nesoucího příjmení Čičinskas. Dále na jeho místě byla již katolická kaple, kde byla v roce 1742 liturgická slavnost k svátku Svatého Karla Boromėje (lit.: atlaidai), její průběh je podobný, jako při slavnosti Těla a Krve Páně (lit.: Devintinės). V kostele je od roku 1849 vedena matrika. Kostel v současné podobě postavil společně s věřícími kazatel Felicijonas Bytautas v roce 1878. V kostele jsou 8-rejstříkové varhany. Na jihozápadním okraji vsi je základní škola Antana Belazara, při které je též muzeum a loutkové divadlo. V ulici Ėriškių je veřejná knihovna a pošta.
Jméno Upytė v litevštině vzniklo jako zdrobnělina od slova upė, což znamená řeka.

## Historie

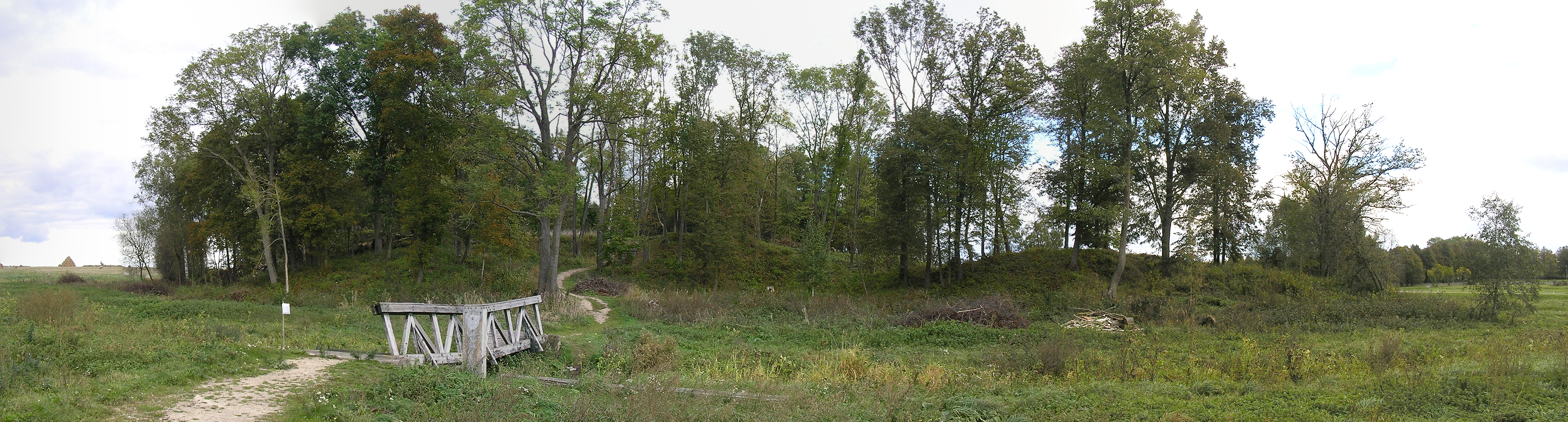
Čičinsko kalnas

Vesnice je poprvé zmíněna v roce 1254. Nacházel se zde dřevěný hrad, který sloužil jako poslední obrana proti nájezdům příslušníků livonského řádu. Mezi roky 1353-1379 pomohl odrazit deset takových útoků. Během 15. století došlo k úpravám a rozšíření hradu, v 17. století však mělo dojít k jeho opuštění a následnému zničení. Zbytky hradu byly zachovány ještě v 18. století (hradiště Čičinsko kalnas).
Upytė bylo hlavním městem Upytėského regionu (Upytės žemė) v Litevském velkoknížectví.